# Forgiveness (Ayumi Hamasaki)
Forgiveness è un brano musicale della cantante giapponese Ayumi Hamasaki, pubblicato come suo trentesimo singolo, ed il diciassettesimo alla prima posizione della classifica Oricon. È stato pubblicato il 20 agosto 2003. Benché Forgiveness abbia raggiunto la vetta della classifica Oricon, le sue vendite totali sono state piuttosto deludenti, vendendo appena 220 000 copie, circa 370.000 in meno rispetto al precedente singolo della Hamasaki. Il brano è stato utilizzato come tema musicale del drama Kōgen e Irasshai.

## Tracce
CD singolo
Testi e musiche di Ayumi Hamasaki e D.A.I.
1. Forgiveness
2. Ourselves (Kentaro Takizawa Remix)
3. Hanabi ~Episode II~ (HAL's Mix 2003)
4. Forgiveness (Instrumental) – 5:53

## Classifiche
| Classifica (2003)           | Posizione più alta |
| --------------------------- | ------------------ |
| Oricon Weekly Singles Chart | 1                  |